# Rifugio Biella
Il rifugio Biella (Seekofelhütte in tedesco) è un rifugio situato nel comune di Cortina d'Ampezzo (BL), sorge sull'Alpe di Fosses ai piedi della Croda del Becco, nel gruppo della Croda Rossa d'Ampezzo.
Il rifugio è la prima tappa dell'Alta via n. 1.

## Storia

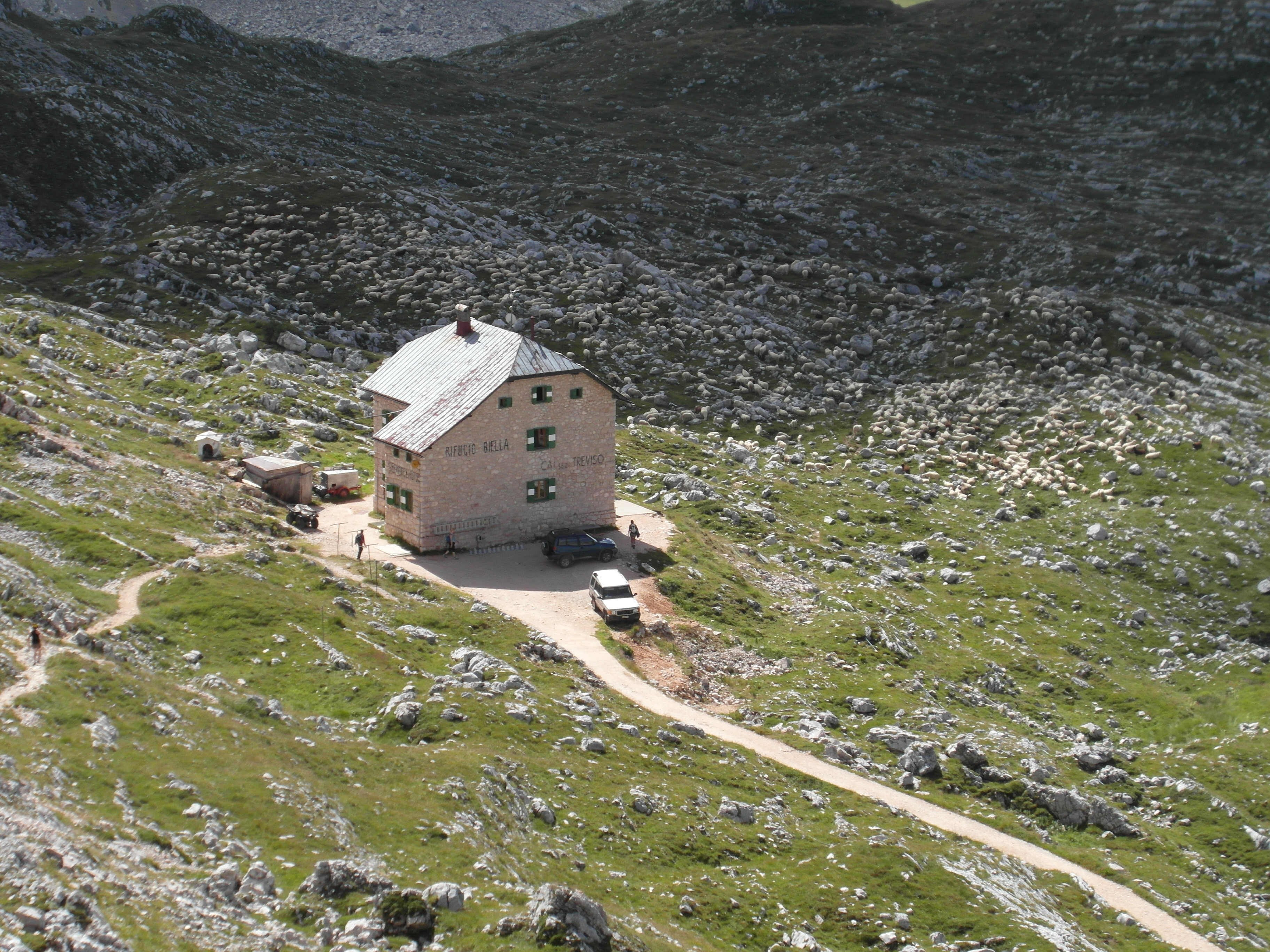
Il rifugio dalla salita per la Croda del Becco

Il rifugio fu costruito dal Club Alpino Austro-tedesco della sezione di Eger (città della Boemia oggi chiamata Cheb) ed inaugurato il 16 luglio 1907 con il nome di Egererhütte.
La prima gestione del rifugio fu affidato alla signora Babette Knollseisen di Tires. Inizialmente il rifugio era sviluppato su due piani con 27 posti letto (15 in camerette triple ed una camerata da 12 posti). Nel 1909 la gestione fu affidata a Hermine Egger di Windisch-Matrei (oggi chiamato Matrei in Osttirol), che lo mantenne fino al 1912, anno in cui passò alla signora Anna Oberhammer. Nel 1913 furono fatti lavori di ampliamento, ma nel 1914, a seguito dello scoppio della prima guerra mondiale, il rifugio diventò proprietà dell'esercito austro-ungarico in quanto situato in un punto strategico rispetto al fronte di Son Pouses.
Dopo il conflitto Cortina d'Ampezzo entrò a far parte del Regno d'Italia (1918) ed il rifugio passò di proprietà all'esercito italiano. Nel 1920 venne preso in gestione dal CAI sezione di Biella che lo ampliò e lo riaprì con il nome di rifugio Biella.
In seguito alla seconda guerra mondiale il rifugio andò in gestione alla sezione di Treviso del CAI, per poi passare nel 1992 alla famiglia della guida alpina Guido Salton che l'ha gestito fino al 2022. Dal 2023 il nuovo gestore è Stefano Pierangelini. 

## Caratteristiche e informazioni
Il rifugio è aperto d'estate (15 giugno - 30 settembre).
Il rifugio ha 42 posti letto.

## Accessi
Dal castello di Podestagno:
- sentiero alpino nº 6 attraverso Malga Ra Stua, Vallon Scuro, Val Salata, Alpe di Sennes, Monte de Fosses e Ciampo Ros de Sote.
- sentiero alpino nº 6 attraverso Malga Ra Stua e Ciampo de Crosc poi sentiero alpino nº 26 attraverso la sorgente del Boite, Socroda, Corece del Gris, Lago di Remeda Rossa e Lago di Fosses.

Dal passo Cimabanche:
- sentiero alpino nº 18 fino a Pratopiazza (Plätzwiese), poi sentiero alpino nº 3 fino a Malga Cavallo e poi sentiero alpino nº 28 attraverso forcella Coccodain.
- sentiero alpino nº 18 fino a Pratopiazza, poi sentiero alpino nº 3 attraverso Malga Cavallo e Porta Sora al Forn.

Da Carbonin:
- sentiero alpino nº 37 fino a Pratopiazza attraverso il rifugio Vallandro, poi sentiero alpino nº 3 fino a Malga Cavallo e poi sentiero alpino nº 28 attraverso forcella Coccodain.
- sentiero alpino nº 37 fino a Pratopiazza attraverso il rifugio Vallandro, poi sentiero alpino nº 3 attraverso Malga Cavallo e Porta Sora al Forn.

Dal lago di Braies: 
- sentiero alpino nº 1 passando per la forcella Porta Sora al Forn (Ofenscharte).
- sentiero alpino nº 19 passando per la Val Foresta e poi su lungo il sentiero alpino nº 23 che porta alla forcella de Riciogogn e passando a sud della Croda del Becco porta al rifugio.

## Ascensioni
- Croda del Becco, 2810 m
- Croda Rossa d'Ampezzo, 3146 m